# Isomyia cybele
Isomyia cybele är en tvåvingeart som först beskrevs av Seguy 1949.  Isomyia cybele ingår i släktet Isomyia och familjen Rhiniidae. Inga underarter finns listade i Catalogue of Life.